# Ашпіра
Ашпіра (Ашипа, Асіпа) (д/н — 1716) — перший оба (правитель) Лагосу в 1682—1716 роках.

## Життєпис
Багато відомостей є суперечливими. Навіть дата панування: за ранішими знаннями він керував містом у 1600—1630 роках. Втім за наступними науковими розвідками ці дати зсунулися.
Ймовірно походив з династії володарів Бенінського царства. На це вказує практика захоронення Ашпіра та усіх його нащадків в столиці держави — Едо. Разом з тим є слушною версією, що Ашпіра є спотвореним слово ашипа, що в державі Ойо, означав одну з вищих посад — головного священнослужителя і зберігача культу божества Огуні. Тому можливо він мав ойоські корені також. Але з якихось міркувань перейшов на службу до Беніну, можливо звідти походила його мати чи батько.
Ймовірно спочатку відзначився у військових походах, потім призначеється військовим намісником (олоріогун) острова та фортеці Еко, навколо якого утворилося в подальшому місто, назване португальцями Лагос.
Можливо, належність до династії дозволило після 1712 року прийняти титул оби. за іншою версією це сталося за правління великого оби Евуакпе. В цей час починається новий етап боротьби за владу. в результаті чого бенінське царства свкрай ослабло. На підтвердження нового статусу отримав меч і священний барабан на підтвердження нового статусу. Помер 1716 року. Йому спадкував син Адо.